# Ульрих I (маркграф Истрии)

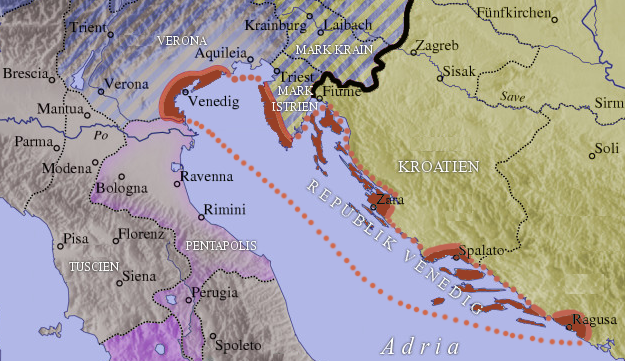
Истрия и Крайна в XI веке

Ульрих (Удальрих) I (нем. Ulrich I., Udalrich I.; умер 6 марта 1070) — маркграф Крайны (1050/1058—1070), маркграф Истрии (1045/1060—1070), номинальный граф Веймара (1067—1070) из рода Веймар-Орламюнде.

## Биография
Ульрих I — сын Поппо I Веймарского и его жены Хадамут Истрийской.
В 1045 году после смерти бездетного графа Адальберо II фон Эберсберга вступил в борьбу за его наследство (как родственник), но потерпел неудачу.
Граф Веймара Вильгельм IV (брат отца Ульриха I) был обручён с Софией Венгерской, дочерью короля Белы I, но внезапно умер в 1062 году. Вместо него на знатной невесте женился Ульрих.
Благодаря хорошим отношениям с Венгрией он смог расширить свои владения в Истрии до Фиуме, несмотря на противодействие Венеции и патриархов Аквилеи.
В 1067 году после смерти своего дяди Оттона I Ульрих стал номинальным графом Веймара.
В браке с Софией Венгерской (ум. 1095) у него родились дети:
- Ульрих II (ум. 13 мая 1112), граф Веймара
- Поппо II (ум. 1098), маркграф Истрии
- Рихардис (Рихгарда), жена графа Эккехарда фон Шейерн
- Вальбурга? Муж - или Конрад, князь Брно, или Удальрик, князь Моравии
- Адельгейда (ок. 1065—1122); 1-й муж — Фридрих II, домфогт фон Регенсбург, 2-й муж — Удальшалк I, граф в Лумгау (ум. 1115).

После смерти Ульриха София Венгерская в том же году вышла замуж за Магнуса, герцога Саксонии.